# Paklje
Paklje (cyr. Пакље) – wieś w Serbii, w okręgu kolubarskim, w mieście Valjevo. W 2011 roku liczyła 114 mieszkańców.